# Melolontha
Melolontha is een geslacht van kevers uit de familie van de bladsprietkevers (Scarabaeidae). De verschillende soorten worden wel meikevers genoemd, de bekendste soort is de 'gewone' meikever (Melolontha melolontha).

## Soorten
- Melolontha afflicta
- Melolontha albida
- Melolontha anita
- Melolontha excisicauda
- Melolontha hippocastani (Zandmeikever of bosmeikever)
- Melolontha melolontha Linnaeus, 1758 (Meikever)
- Melolontha papposa
- Melolontha pectoralis
- Melolontha taygetana
- Melolontha aceris Faldermann, 1835
- Melolontha rubiginosa Fairmaire, 1889